# John Paulsen
 Der er flere personer med dette navn, se John Paulsen (volleyballspiller).
John Olaf Paulsen (15. februar 1851 i Bergen - 24. marts 1924) var en norsk litterat. I sin samtid var han en anerkendt og produktiv forfatter av poesi, prosa, drama og biografier. I dag huskes han bedst for sine erindringer om kendte kulturpersonligheder, specielt sine nære skildringer af Henrik Ibsen, Edvard Grieg og Camilla Collett, men også om møder med Jonas Lie, Bjørnstjerne Bjørnson og Alexander Lange Kielland m.fl., som han også kom i personlig kontakt med.